# Баузе, Фёдор Григорьевич
Фёдор Григорьевич Баузе (1752—1812) — юрист, историк права; коллекционер, собиратель старопечатных книг, славяно-русских рукописей, русских монет; член-корреспондент Петербургской академии наук, ординарный профессор, декан юридического факультета и ректор Московского университета.

## Биография
Родился 30 июня (11 июля) 1752 года в саксонском городке Триптисе, где отец его был пастором. С десяти лет был воспитанником школы Фомы Аквитанского в Лейпциге; дальнейшее образование получил на юридическом факультете Лейпцигского университета (1769—1773). Приехав осенью 1773 года в Россию, Баузе сначала давал частные уроки: работал домашним учителем в доме купца Круга; летом 1775 года ему предложили должность учителя в Петровском училище при лютеранском приходе Святых Апостолов Петра и Павла. Баузе преподавал в училище географию, историю и латинский язык; спустя некоторое время он стал его инспектором.
В 1780 году в течение года находился в Германии.
В апреле 1781 года стал членом Вольного экономического общества. Осенью 1782 года по приглашению Московского университета переехал в Москву и занял место профессора права в университете. Его вступление на кафедру юриспруденции ознаменовалось торжественной речью, произнесённой на латыни 25 ноября 1782 года, в день тезоименитства императрицы Екатерины II: «Oratio de jurisprudentia ejusque docendae et discendae ratione professionis juridicae». В Москве Баузе стал членом Дружеского учёного общества. Масон, член московской ложи «Трёх знамён».
В 1783 году Баузе, по не вполне ясным причинам, был вынужден уволиться из Московского университета и уехать в Германию, но спустя три года, в 1786 году он возвратился в Россию и занял свою прежнюю должность в Московском университете, начав преподавание с 1787 года на философском факультете энциклопедии, истории и курса метода наук и художеств. Со следующего учебного года он стал читать студентам юридического факультета курс юридической энциклопедии. С 1791 года он стал преподавать на юридическом факультете римское право (сначала по Гейнекцию и Генферу, затем по Шмальцу, историю же римского права — по Баху). В 1792 году женился на вдове аптекаря Калькау, а впоследствии, овдовев, — на одной из дочерей Керестури.
В первые годы XIX века Баузе преподавал в Московском университете, помимо юриспруденции, также историю русской словесности, историю дипломатии, нумизматику. В 1803 году, на срок до введения в действие нового Университетского устава, Ф. Г. Баузе стал первым официальным деканом юридического факультета Московского университета. В июне 1805 года Баузе был избран деканом нравственно-политического отделения московского университета, а 13 июля 1807 года был утверждён в должности ректора университета. Ректор Московского университета (1807—1808).
В 1804—1809 годах Баузе был также директором Педагогического института при Московском университете, читая здесь курс педагогических и дидактических правил.
Ф. Г. Баузе также был членом Комитета по разработке дополнений в уставы Академии наук и Московского университета (1802) и членом Главного правления училищ, почётным членом МОИП (с 1805), почётным членом Харьковского университета (с 1809).
21 января 1811 года Ф. Г. Баузе, после 25-летней службы, был уволен в отставку с полной пенсией и почетом. (Биографическая статья в «Фонде знаний „Ломоносов“» указывая на письма попечителя Московского университета П. И. Голенищева-Кутузова к А. К. Разумовскому, неверно называет пьянство причиной отставки. В. А. Томсинов со ссылкой на источник (Васильчиков А. Семейство Разумовских. — СПб., 1880. — Т. 2. — С. 303, 307) приводит два фрагмента писем:
- 4 июля 1810 года: «…Почитаю предварить ваше сиятельство, что в непродолжительном времени я должен буду сделать представление об увольнении от службы профессоров Баузе и Барсука-Моисеева, кои из пределов всякой благопристойности вышли. Первый дома пьет мертвую чашу и разные производит в университете сцены, кои мирить и успокаивать весьма трудно»;
- 14 июля 1810 года: «Сделайте милость, ваше сиятельство, наставьте меня, что делать с Баузе и с Барсуком-Моисеевым? Я тем более в недоумении, что просьб об увольнении подавать они и не помышляют, а истории с ними в самом крайнем градусе неистовства продолжаются»).

## Коллекция Баузе
Ф. Г. Баузе был одним из первых собирателей памятников древнерусской письменности. С момента своего появления в России он стал собирать древние рукописи, старопечатные книги, старинные монеты. По отзыву К. Ф. Калайдовича, коллекция Баузе была едва ли не единственная в своем роде. Считается, что Московское общество истории и древностей Российских намеревалось приобрести её за 10000 рублей, но покупка по каким-то причинам не состоялась, и большая часть того, что Баузе собирал в течение трёх десятилетий, погибла в пожаре 1812 года. «Каталог славяно-российским рукописям (погибшим в 1812 году) профессора Баузе», составленный В. Н. Каразиным, был напечатан в «Чтениях Общества истории и древностей российских при Московском университете» (М.: Университетская типография, 1862. Кн. 2. Отд. 5.).
Каталог собрания Баузе включал 395 рукописей, в том числе «Пролог, 1227 года, писанный в Новгороде на пергамине, со многими украшениями, в лист», Евангелие XI века, «Степенная книга, писанная в 1551…». Всего рукописное собрание Баузе включало 460 рукописей и первопечатных книг, среди которых был и один из старейших российских словарей, написанный в 1560 году Иваном Александровым. Особый интерес представляли рукописи известных исторических лиц: наставления для царевича Алексея Михайловича, составленные Симеоном Полоцким и Карионом Истоминым. Пергаментной рукописью «Чин служения в страстную седмицу» (XII век) владел дед Ивана Грозного. С рукописным собранием Баузе работали Н. М. Карамзин, К. Ф. Калайдович, И. М. Снегирёв. Частично сохранившийся личный архив Баузе впоследствии оказался в «Древлехранилище» М. П. Погодина.

## «Русский немец»
Баузе принадлежит к числу тех ученых иностранцев, которых истинная любовь к науке добросовестно породнила с нашим отечеством и которые принесли нам много пользы в отношении к познанию нашей народности…
— Шевырев С. П. История Императорского Московского университета, написанная к столетнему его юбилею. — М., 1855. — С. 227.
Интерес к русской истории привел его к вопросам истории просвещения в России с древнейших времен. При этом он впервые для своего времени проводил идею о том, что и допетровская Русь имела свою культуру и своё просвещение. В 1796 году он написал речь «Oratio de Russia ante hoc saeculum non prorsum incul t a, nec parum adeo de litteris earumque studiis merita», в которой показал, что и до эпохи правления Петра I Россия была просвещённой страной и имела развитую культуру. «Конечно, она только очерк картины русского Просвещения, — писал сам Баузе об этой своей речи попечителю Московского учебного округа М. Н. Муравьеву, — но иным она и быть не могла, как первое сочинение об этом предмете… Я писал, не полагаясь доверчиво ни на кого: все сочинения, которыми я пользовался, и которые цитовал, лежали у меня тогда перед глазами». В 1811 году в журнале «Вестник Европы» появился перевод этой речи на русский язык с незначительными изменениями в содержании и с новым названием: «Что сделано в России для просвещения народа и для славы отечества от времен Рюрика до Петра Великого?» (имя автора не было указано).

## Баузе — юрист
Ф. Г. Баузе считал юриспруденцию не простой наукой — он придавал ей высокое общественное значение: «Как дело врача — заботиться о здоровом состоянии тела человеческого и всех его частей: так дело законоведца заботиться о здоровье тела общественного и всех его частей, то есть государства и его граждан».
По мнению Ф. Г. Баузе, прежде чем приступать к изучению юриспруденции, необходимо было пройти школу грамматики, риторики и критики, овладеть иностранными языками, как древними, так и современными, изучить историю и географию, философию и математику. Последние две науки он рекомендовал будущим юристам для развития способности к логическому мышлению.
Изучение же самой юриспруденции Баузе советовал начинать с энциклопедии законоведения, с которой должна быть соединена история права, особенно римского. Затем необходимо, полагал он, перейти к изучению права естественного, народного и публичного. Главную цель исторического изучения права он видел в познании причин тех перемен, которые претерпевают с течением времени юридические понятия. И только после этого можно приступать к познанию положительного права, причем лучше всего начинать с такой его разновидности, как гражданское право. Для познания же последнего необходимо изучать в первую очередь римское право.